# Testbild

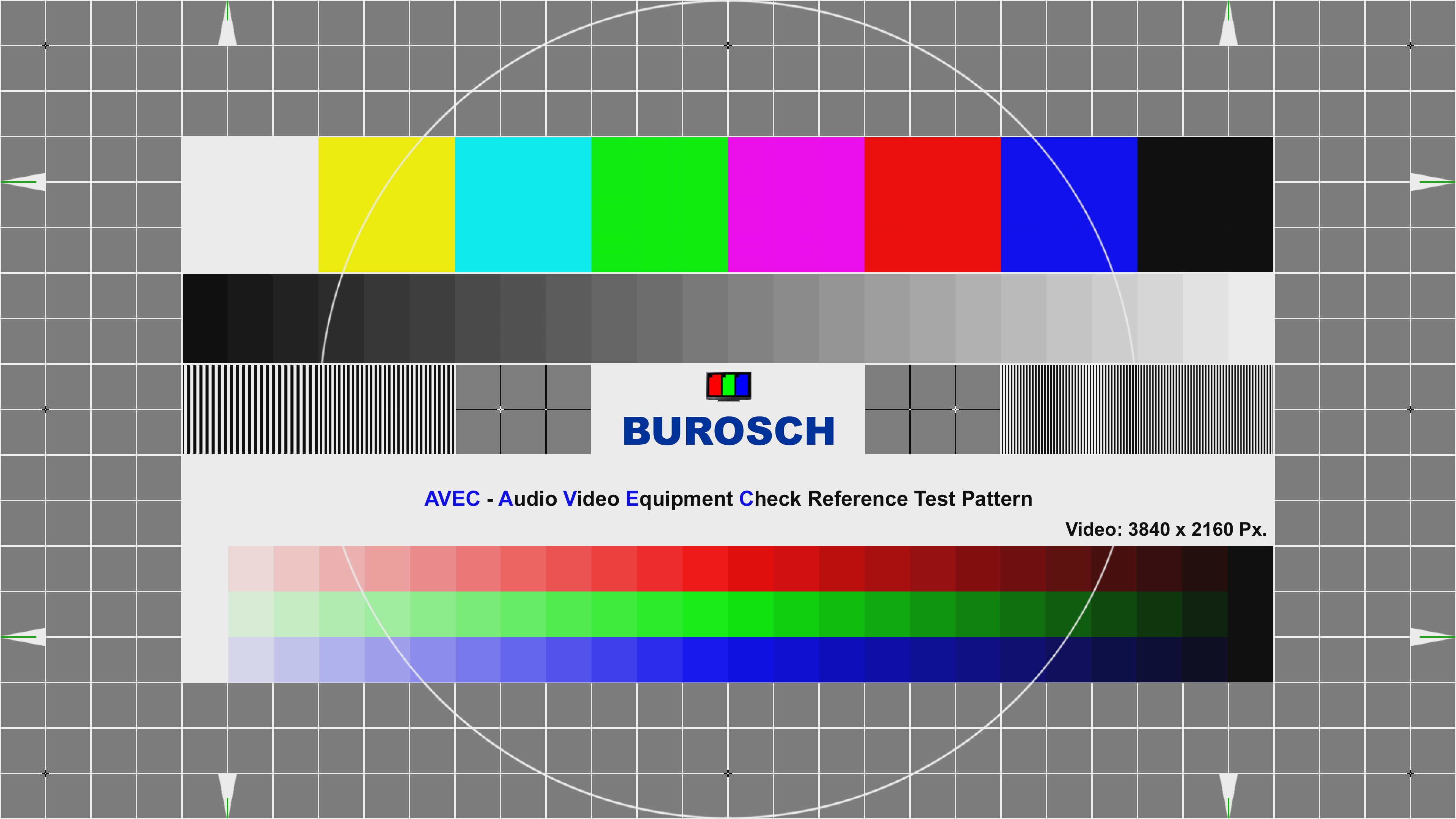
Das Burosch AVEC Testbild dient der präzisen Kontrolle und Optimierung von Bildern. Es bietet Referenzmuster für die Feinabstimmung von Bildparametern wie Kontrast, Helligkeit, Farbsättigung und Schärfe. Das Testbild ist ein Standardwerkzeug in der Bildverarbeitung für professionelle Anwendungen wie Filmproduktion, Fotografie und Heimkino.

Testbilder dienen zur Beurteilung der Bildqualität von Fernsehapparaten und Monitoren sowie zur Unterstützung bei Bildeinstellung und Fehlersuche. Einige Testbilder sind nur für ältere Geräte mit Bildröhren sinnvoll, andere finden nur bei digitalen Bildübertragungen Anwendung.

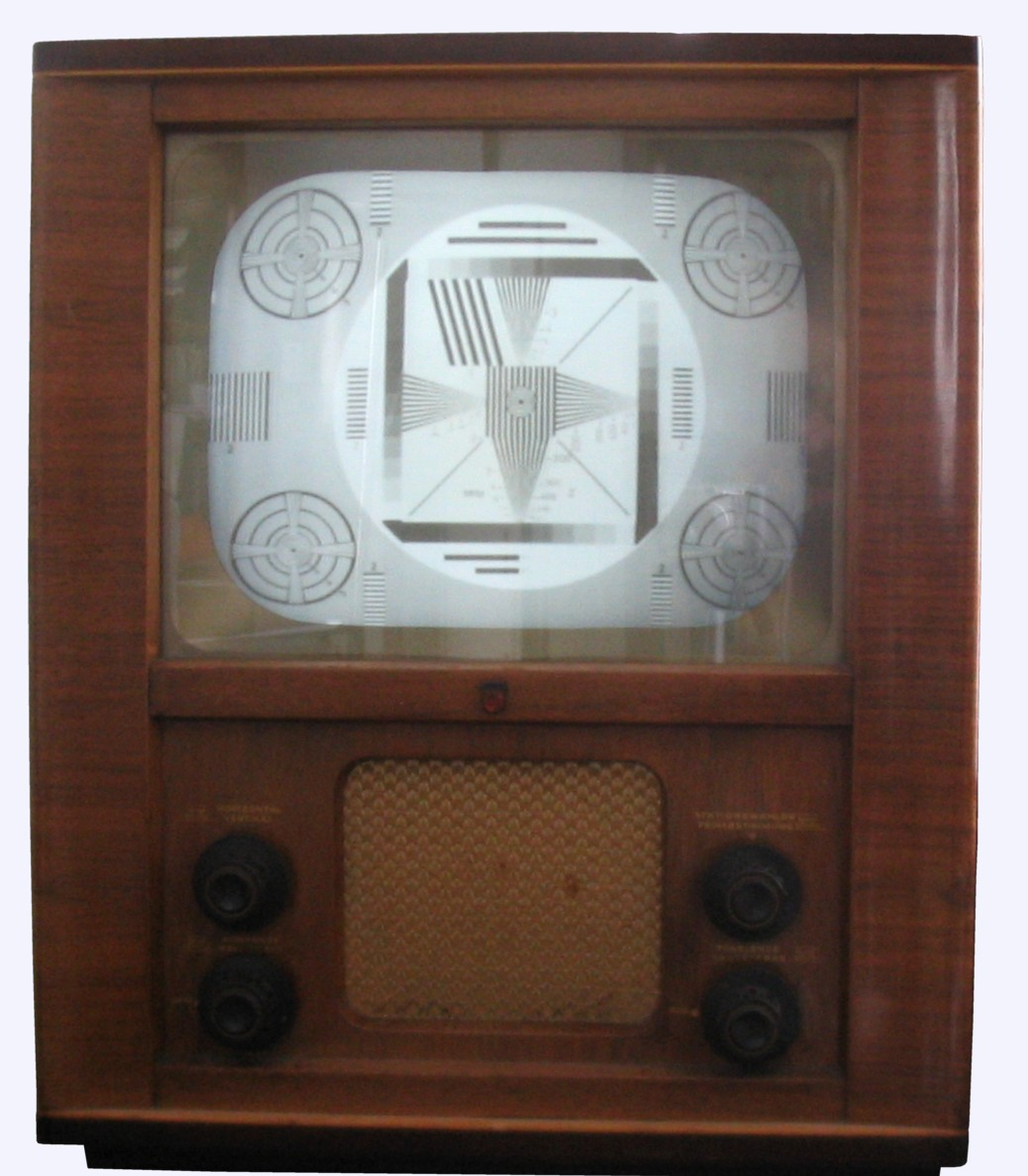
Historischer Fernseher mit dem Universal-Testbild aus den 1950er Jahren

Als Testbilder werden aber auch Prüfmethoden in der Fotografie (v. a. für die Bildschärfe) und in der Augenoptik (z. B. Amsler-Gitter) bezeichnet.

## Geschichte

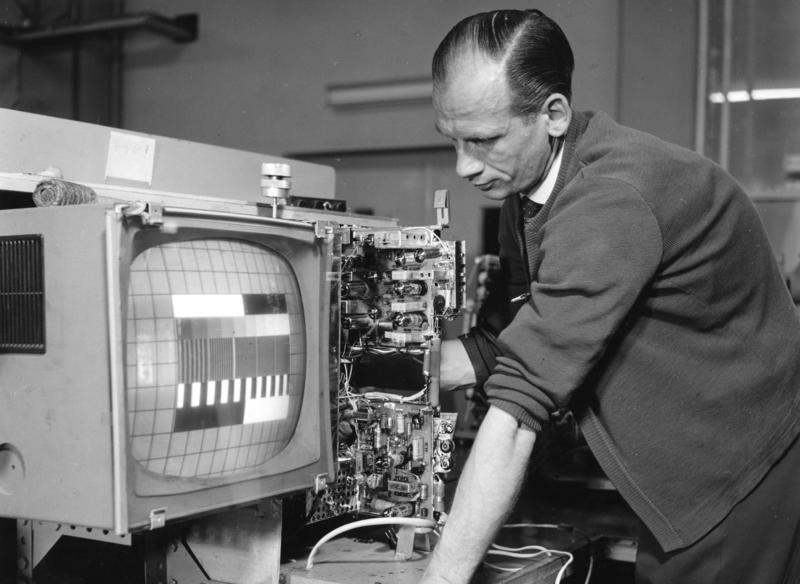
Bildeinstellung bei der Firma Grundig in den 1950er Jahren: Genaue Prüfung des soeben hergestellten Fernseh-Chassis auf seine Bildqualität.

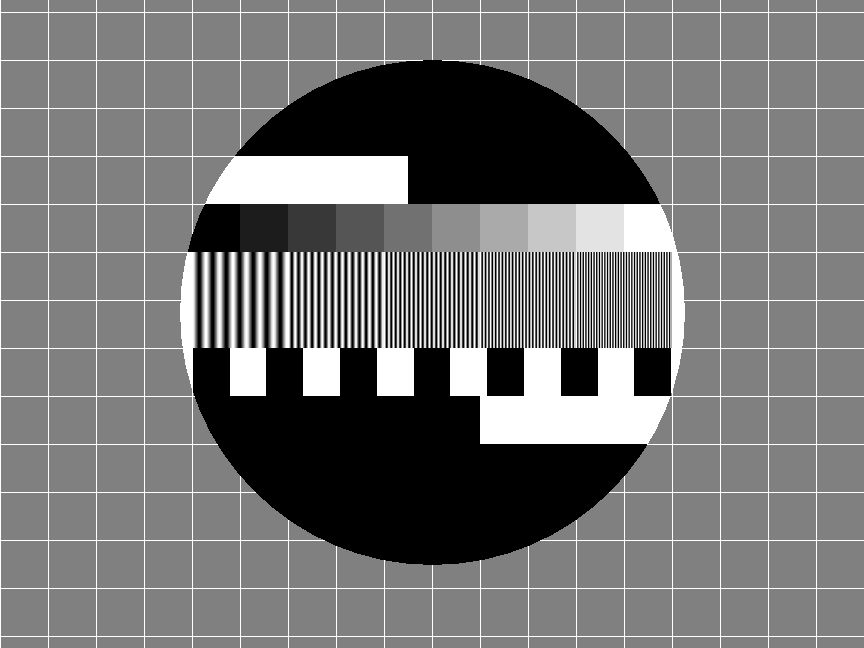
Philips-Testbild PM5540, verwendet von der ARD ab 1962/63

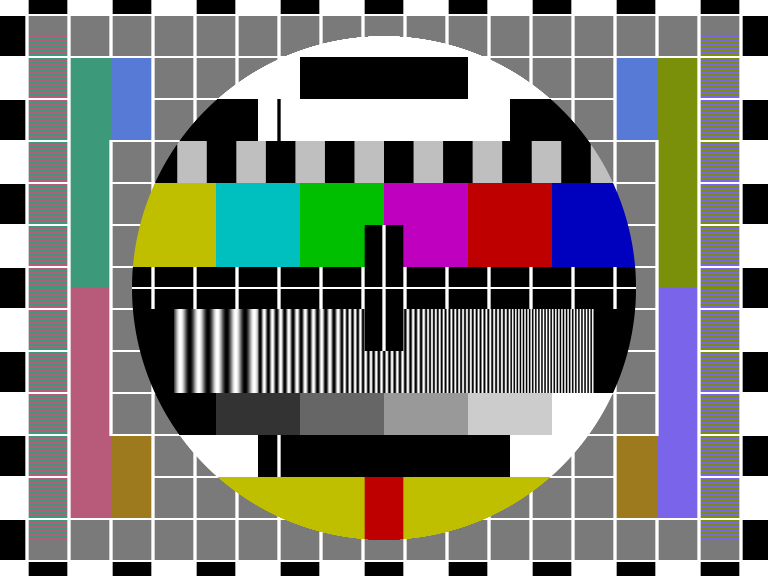
Philips-Testbild PM5544

Am 12. Juli 1950, noch vor Start seines regulären Fernsehprogrammes, strahlte der Nordwestdeutsche Rundfunk erstmals ein selbst erstelltes Testbild aus. Im Jahr 1950 wurde vom Institut für Rundfunktechnik das „Universal-Testbild“ für die ARD entworfen. Dieses Testbild wurde in etwa bis zum Sendestart des ZDF im Jahr 1963 ausgestrahlt, es handelte sich dabei noch um eine Grafik, die als Diapositiv abgetastet wurde. Danach kamen die ersten, von Testbild-Generatoren rein elektronisch erzeugten Schwarzweiß-Testbilder zum Einsatz – bei der ARD wurde der vom niederländischen Hersteller Philips konstruierte Schwarzweiß-Testbildgenerator PM5540 mit diversen Modifikationen verwendet. Mit dem Beginn des Farbfernsehens beauftragte Philips 1966 den dänischen Ingenieur Finn Hendil (1939–2011), das Farb-Probebild für Fernsehgeräte Philips-Testbild PM5544 zu gestalten. Es ist das wohl bekannteste, elektronisch erzeugte Farbtestbild, das in mehreren Ländern über viele Jahre Verwendung fand. In Deutschland einigte man sich 1973 anstatt der Verwendung des Philips-Testbildes PM5544 auf das ebenfalls vom Institut für Rundfunktechnik nach dem ARD Pflichtenheft entwickelte elektronische „FuBK-Farbtestbild“. Vor der Einführung von 24-Stunden-Fernsehprogrammen waren in den sendefreien Zeiten nach Programmende Testbilder im öffentlichen Fernsehen zu sehen. Bis Ende der 1980er Jahre war das Testbild noch einige Minuten nach Sendeschluss zu sehen, bis die einzelnen Senderketten ganz abgeschaltet und erst gegen Morgen bzw. frühen Vormittag mit dem Testbild wieder aufgeschaltet wurden. Beim ZDF und den 3. Programmen erschien ab und zu im Wechsel mit dem regulären Testbild ein Diapositiv bzw. eine Schwarzweiß-Fotografie mit regionalem Bezug, Standortkennung und dem jeweiligen UHF-Kanal (z. B. „Bonn Kanal 26“). Die verschiedenen Testbilder wurden entweder mit einem Messton (ZDF) oder dem Ton eines Radioprogramms (ARD) unterlegt. Speziell nach Einstellung dieser regulären Testbild-Sendungen in den Jahren nach etwa 1990 (RTL und Sat.1 1991, ProSieben 1995, ARD sowie ZDF 1996) erlangte das Testbild verschiedener Sender auch einen gewissen Kultstatus und hat sich in bestimmten Kreisen zu einem beliebten Sammelobjekt entwickelt. Das letzte deutsche Fernsehprogramm, welches regelmäßig ein Testbild sendete, war bis Ende 1997 das hr-fernsehen. Heute sieht man Testbilder oft im Kabelfernsehen, wenn eine Störung vorliegt, oder über die Sender aus dem weiteren Ausland via Satellit.
In einigen Ländern wie beispielsweise Schweden oder Estland sind Testbilder bis in den frühen Nachmittag auch heute noch üblich, wobei allerdings mittlerweile auch in Schweden das Testbild nur mehr kurz gesendet wird. Stattdessen wird in den zuschauerschwachen Zeiten bei den öffentlich-rechtlichen Sendern das Programm eines Nachrichtensenders oder eine automatisierte Programmvorschau aufgeschaltet, bei Privatsendern laufen in den Nachtstunden zunehmend Wiederholungen oder Call-in-Sendungen. In Italien gibt es noch einmal im Monat technische Proben, die von 2.00 nachts bis 7.00 morgens dauern. Die Programmzuführung zum Sender wird abgeschaltet, und es wird ein Testbild ausgestrahlt. Jeden ersten Montag im Monat gibt es Proben auf dem Sender Rai 1, jeden zweiten Dienstag im Monat auf Rai 2 und jeden dritten Freitag im Monat auf Rai 3.
Heute können bei Bedarf Testbilder jederzeit mittels spezieller Testbild-Generatoren erzeugt werden, mit kleinen Einschränkungen auch mit einer Testbild-DVD im DVD-Player oder per Computer mit TV-Ausgang.
Als früher das Fernsehprogramm werktags erst in den Nachmittagsstunden gegen 16:30 Uhr begann, dienten die in der programmfreien Zeit morgens ab etwa 8:00 Uhr durch die regionalen Sender von ARD, ZDF und der 3. Programme ausgestrahlten Testbilder den niedergelassenen, kleineren Reparaturbetrieben vor Ort, um beispielsweise die Bildgeometrie oder Farbtreue der Bildröhre eines Fernsehers zu überprüfen und Servicearbeiten durchzuführen bzw. Gerätefehler zu erkennen. Der Betrieb eines eigenen Generators zur Erzeugung des Testbildes war wegen der seinerzeit aufwändigen und teueren Technik für diese unerschwinglich.
Eine Messung der Sendestrecke im laufenden Betrieb wird bei (heutzutage kaum noch vorhandenen) analogen Übertragungsstrecken nicht mit Testbildern, sondern mit speziellen Prüfzeilen vorgenommen. Hierbei wird in der vertikalen Austastlücke eine normalerweise nicht sichtbare Bildzeile durch ein spezielles Signal, beispielsweise einen 2T-Impuls ersetzt. Das sichtbare Fernsehbild wird nicht verändert.

## Formen

### Universal-Testbild

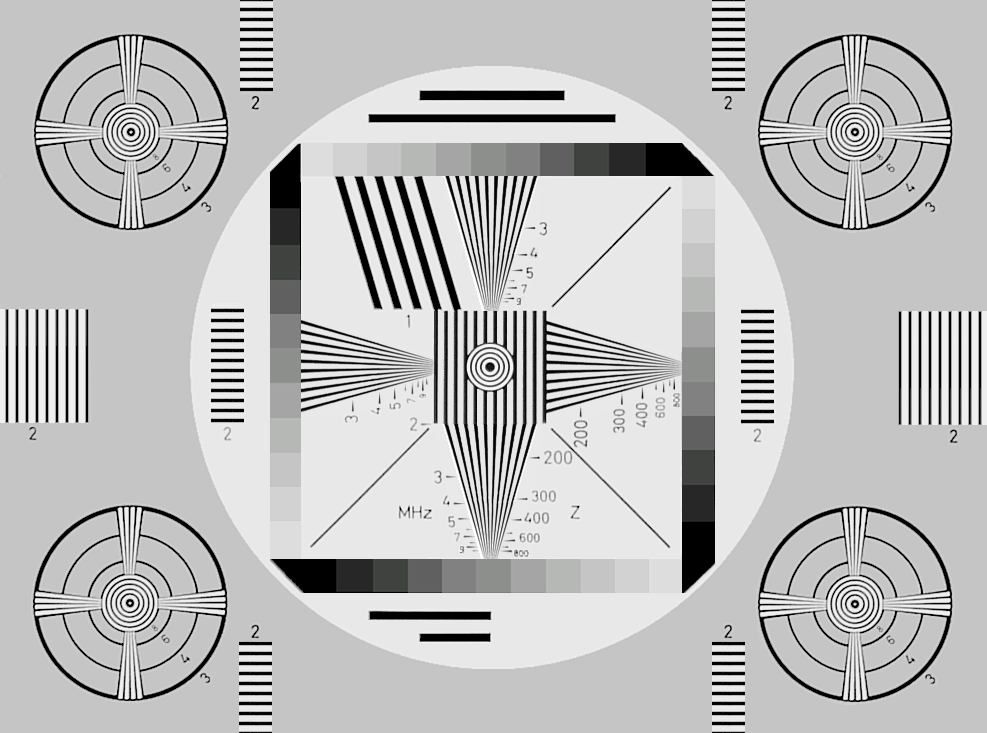
Grundsätzlicher Aufbau des Universal-Testbilds (es gab verschiedene Varianten; diese z. B. ohne weiße Dreiecke zur Markierung der Seitenränder)

In den 1950er sowie zu Beginn der 1960er Jahre wurde ein Universal-Testbild ausgestrahlt. Hierbei handelte es sich um ein Diapositiv, das durch einen Diageber oder ein Monoskop abgetastet wurde. Die geometrischen Figuren des Testbildes erlaubten die Prüfung und Justierung insbesondere von
1. Mitten- und Randschärfe
2. Gradation
3. Schwarzhaltung
4. Bildgeometrie
5. Schwarzwert
6. Weißwert
7. Linearität
8. Frequenzgang
9. Einschwingverhalten
10. Rauschen
11. (von der Antenne verursachte) Reflexion

Keilförmig zulaufende Fächer von Linien in vertikaler sowie horizontaler Richtung (sogenannte Frequenzbesen) erlaubten eine Beurteilung der vertikalen (Zeilenzahl) sowie horizontalen Auflösung. Dazu waren an den Fächern insbesondere Markierungen mit den Beschriftungen 200, 300, 400 sowie 600 vorhanden. Erreichte ein Fernsehempfänger Anfang der 1960er Jahre bei der Vertikalauflösung einen Wert von 550 sowie bei der Horizontalauflösung 400 Bildpunkte, so galt die Auflösung als besonders gut. Mindestwerte für brauchbare Bildqualität waren 450–500 (vertikal) bzw. 350 (horizontal).
Zur Beurteilung bzw. Einstellung von Helligkeit sowie Kontrast waren horizontale und vertikale Graukeile mit zehn verschiedenen Helligkeitsstufen (von weiß bis schwarz) vorhanden. Zur Scharfeinstellung dienten vier kleine Mehrfachkreise in den Ecken des Testbildes. Ein weißer Kreis in der Bildmitte erlaubte die Beurteilung der richtigen Einstellung des Seitenverhältnisses. An den Seitenrändern vorhandene, mit der Spitze nach außen zeigende weiße Dreiecke dienten zur Überprüfung der korrekten Bildgröße. Zur Beurteilung der Linearität waren am oberen, unteren, linken und rechten Bildrand mittig elf vertikale schwarze Linien angeordnet, die jeweils mit der Ziffer 2 gekennzeichnet waren.

### Analoges Testbild (FuBK-Testbild)

Skizze eines FuBK-Fernsehtestbildes, das vor allem in Deutschland verwendet wurde

Da Farbfernsehgeräte sich in den Haushalten immer mehr verbreiteten, wurde in Deutschland gegen Ende 1973 das FuBK-Testbild eingeführt – FuBK steht für Funkbetriebskommission nach dem Pflichtenheft der ARD. Es besteht aus verschiedenen, farbigen und schwarz-weißen Feldern – dem Farbbalkensignal (75 % Weiß, Gelb, Cyan, Grün, Purpur, Rot, Blau und 100 % Schwarz), einem großen Kreis und einem Gitter für Geometrie- und Konvergenzeinstellungen, einer Grautreppe zur Kontrast-, Helligkeitskontrolle und zum Grauabgleich und vier Burst-Signale mit Sinuskurven 1 MHz, 2 MHz, 3 MHz und 4,433 MHz als Test der horizontalen Auflösung, zwei Sägezahn-Leuchtdichtesignalfeldern und einem mittig platzierten, vertikalen Weißbalken mit Schwarzimpulsdreieck zur Erkennung von Antennenreflexionen. Bei PAL sollten bei der maximal darstellbaren Video-Bandbreite von etwa 5 MHz in allen Feldern gerade noch einzelne Linien zu sehen sein, wenn das nicht der Fall ist (etwa bei einem VHS-Video mit ca. 3 MHz) so werden sie immer mehr zu einer grauen Fläche. In Bildmitte befindet sich ein schwarzer Balken, der als Feld zum Einblenden einer Senderkennung in weißer Schrift benutzt werden kann – maximal 10 Zeichen sind möglich. Falls PAL zur Anwendung kommt, gibt es noch zwei spezielle graue Felder, die so genannten „Unbuntfelder“. In einem dieser Felder wird bei der Modulation im Bereich dieses Feldes statt des Trägers für das rote Farbdifferenzsignal der Träger für das blaue Farbdifferenzsignal in seiner Phasenlage um 180 Grad umgeschaltet. In dem anderen Feld wird der Träger der Rotkomponente nicht umgeschaltet. Man erzeugt damit in beiden Fällen einen künstlichen Phasenfehler von 90 Grad. Durch diesen Phasenfehler hebt sich die Farbe bei der Demodulation komplett auf, da im Empfänger die Rot-Komponente durchgehend ganz normal jede zweite Zeile durchgeführt wird. Sollte beim Empfänger die Rückdrehung keine 180 Grad oder der Winkel zwischen der Rot- und der Blaukomponente nicht genau 90 Grad betragen, wäre die Aufhebung nicht komplett und die beiden Felder wären eingefärbt.
Dieses Bild zeigt das Zeigerverhalten für das Unbuntfeld, in welchem die Blaukomponente statt der Rotkomponente in der Phasenlage in jeder zweiten Zeile um 180 Grad umgeschaltet wird.
1. Zeigerdiagramm: Zeile {\displaystyle n}, normale Phasenlage
2. Zeigerdiagramm: Zeile {\displaystyle n+1}, statt des Trägers des roten Farbdifferenzsignals ist der Träger für blau um 180 Grad gedreht
3. Zeigerdiagramm: Im Empfänger wird trotzdem eine Drehung des Trägers des roten Farbdifferenzsignals durchgeführt
4. Zeigerdiagramm: vektorielle Addition der Farbsignale der beiden Zeilen
Ergebnis: Auslöschung der Farbe – ein unbuntes Feld

Die elektronischen Testbildgeneratoren zur Erzeugung des FuBK-Testbildes bei Fernsehsendern waren mechanisch als Kassettenträger für den Einbau in DIN-Schränke oder 19-Zoll-Gestelle ausgeführt, sie konnten auch unabhängig von einem Einbauschrank betrieben werden. Ein Hersteller war z. B. die Firma Rohde & Schwarz.

### Farbbalkentestbild

EBU-Farbbalken

Bei diesem Farbbalkentestbild wird eine Anzahl farbiger vertikaler Balken erzeugt, angefangen mit weiß über sämtliche mit jeweils zwei der Grundfarben (RGB) darstellbaren Farben und den Grundfarben selbst in absteigender Helligkeit bis hin zu schwarz. Dieses Bild ist besonders gut zur Fehlersuche mit einem Oszilloskop geeignet, da sämtliche Bildzeilen (außer denen in der Bildaustastlücke) die gleiche Information tragen. Das Oszilloskop kann mit Zeilenfrequenz betrieben werden und bei entsprechender Triggerung sieht man ein stehendes Bild, wenn man Videosignal, Farbdifferenzsignale oder andere oszilloskopiert, denn da alle Zeilen gleich sind, werden alle Zeilen genau übereinander vom Oszilloskop geschrieben. Siehe auch: Fernsehsignal.

### SMPTE-Testbild

SMPTE-Farbbalken

Das SMPTE-Testbild ist ähnlich dem EBU-Farbbalkenbild aufgebaut und hat seinen Ursprung im nordamerikanischen Raum. Es ist im unteren Bereich um zusätzliche Farben erweitert, welche bei Empfangsgeräten nach der Videonorm NTSC dazu dienen, die Farbeinstellung zu kontrollieren. Die ersten analogen NTSC-Farbfernsehgeräte neigten aufgrund des Übertragungsverfahrens verstärkt zu Farbverzerrungen. Unter dem roten Balken befinden sich drei Schwarz-Abstufungen: „Superschwarz“, normales Schwarz und sehr dunkles Grau. Bei richtig eingestellter Helligkeit sollten die ersten beiden Felder gleich aussehen, das dritte dagegen etwas heller. Sehen alle Felder unterschiedlich aus, ist die Helligkeit zu hoch; sehen sie alle gleich aus, ist die Helligkeit zu niedrig eingestellt.

### Digitale Testbilder
Durch die immer stärkere Verbreitung des digitalen Fernsehens kommen in diesem Bereich spezielle Prüfbilder zum Einsatz. Diese dienen weniger der Justage von Anzeigegeräten, sondern zur einfachen und meist automatischen Kontrolle der Datenübertragung oder der Ermittlung der Anzahl von Übertragungsfehlern. Das gilt vor allem der Bewegungsdarstellung, denn aufgrund der MPEG-Codierung mit integrierten Bildspeichern kann eine auch kurzzeitige Leitungsunterbrechung mit einem simplen Standbild nicht kontrolliert werden. Mindestens ein Bildelement sollte eine gleichförmige Bewegung (zum Beispiel von links nach rechts wandernden Balken und umgekehrt) enthalten, um beispielsweise auch Wandlungsfehler (60 Hz/50 Hz Bildfrequenz) aufzudecken.
Eine vor allem im Studiobereich und weltweit bei Rundfunkanstalten eingesetzte, verlustfreie digitale Videoübertragung nach dem Serial-Digital-Interface-Standard (SDI-Signal) verwendet ähnliche Testbilder wie das SMPTE-Testbild, erweitert diese aber im unteren Bereich um bestimmte Farbkombinationen, die bei der seriellen Codierung der Bildinformation zu langen logisch-0 bzw. logisch-1 Sequenzen führen. Diese Datensequenzen sind aufgrund der dann fehlenden Taktinformation für SDI-Empfangsgeräte schwerer zu empfangen und stellen höhere Qualitätsanforderungen an die eingesetzten Taktquellen wie Quarzoszillatoren. Diese Testbilder werden umgangssprachlich auch als Clock-Cracker bezeichnet.

### Gittertestbild
Es besteht aus einem weißen Gitter auf schwarzem Grund. Damit kann die Bildgeometrie überprüft werden und die Konvergenz der Bildröhre. Unter der Konvergenz versteht man, dass die drei Elektronenstrahlen für rot, grün und blau genau übereinander liegen.

### Einfarbige Testbilder
Mit einfarbigen Testbildern in rot, grün und blau kann die Farbreinheit geprüft werden. Speziell bei Flüssigkristall-Bildschirmen können damit Pixelfehler erkannt werden.

### Pumptestbild
Eine größere Fläche des Bildes wechselt ständig zwischen weiß und schwarz. Dabei sollte es keine Änderung der Bildgröße geben. Dieser Test ist nur bei Kathodenstrahlröhren sinnvoll. Der aus Elektronen bestehende Kathodenstrahl bildet zusammen mit dem Hochspannungsgenerator einen Stromkreis. Wird das Bild heller, fließt mehr Strom. Funktioniert die Stabilisierung der Hochspannung ungenügend, sackt sie dadurch deutlich ab. Die Hochspannung (Beschleunigungsspannung) dient der Beschleunigung der Elektronen. Mit geringerer Spannung sinkt ebenfalls deren Geschwindigkeit. Langsamere Elektronen lassen sich leichter ablenken, dadurch wird das Bild größer dargestellt. Durch die elektrische Kapazität von Bildröhre und Bauteilen der Hochspannungserzeugung ändert sich die Beschleunigungsspannung verzögert, wodurch sich bei Hell-Dunkel-Wechseln die Bildgröße in charakteristischer Weise – Pumpen genannt – ändert.

## Spezielle Testbilder und Elemente
- Lena (Testbild) – Ein Testbild der Computergrafik
- Frequenzbesen – Ein schwarz-weißes Element zur Erkennung der Auflösung
- Siemensstern – Schwarzweißes Testmuster für Drucker und Digitalkameras

## Trivia
- In der Sendereihe 1000 Meisterwerke gab es einen Beitrag über „Das Testbild“ des Münchner Instituts für Rundfunktechnik von Paul-M. Sedlacek und Petra Neuwirth, die Erstausstrahlung dieser Folge war am 2. Oktober 1994.[5]
- Die Band Mittagspause aus Düsseldorf veröffentlichte 1979 den Song Testbild, Die Toten Hosen 1988 einen Titel gleichen Namens auf ihrem Album Ein kleines bißchen Horrorschau.
- Udo Jürgens singt in seinem Titel Im Kühlschrank brennt noch Licht die Zeile Das Testbild ist ein schwacher Trost! und beschreibt den Sendeschluss als blasses Geflimmer.
- Auf dem ZDF-Spartenkanal zdf_neo war eine Zeit lang zwischen den einzelnen Sendungen ein EBU-Farbbalken zu sehen. Nach ein paar Sekunden stellte sich jedoch heraus, dass die Balken nur kostümierte Darsteller waren. Es gab mindestens zehn verschiedene Varianten davon.
- In der Sendung Zeiglers wunderbare Welt des Fußballs blendet Arnd Zeigler regelmäßig Testbilder als Bildeffekte ein.
- Eine 1978 gegründete deutsche Band nennt sich DIN A Testbild.